# Maravillas Abadía
Maravillas Inmaculada Abadía Jover (nacida en Murcia, España, el 8 de diciembre de 1981) es una política española del Partido Popular y resultó elegida diputada del Parlamento Europeo en las elecciones europeas de 2024.  Desempeñó el cargo de secretaria general del Ayuntamiento de Alcantarilla hasta su elección, y anteriormente fue interventora de Dolores.